# Lietava
Lietava is een Slowaakse gemeente in de regio Žilina, en maakt deel uit van het district Žilina.
Lietava telt 1.433 inwoners.